# Deporte extremo

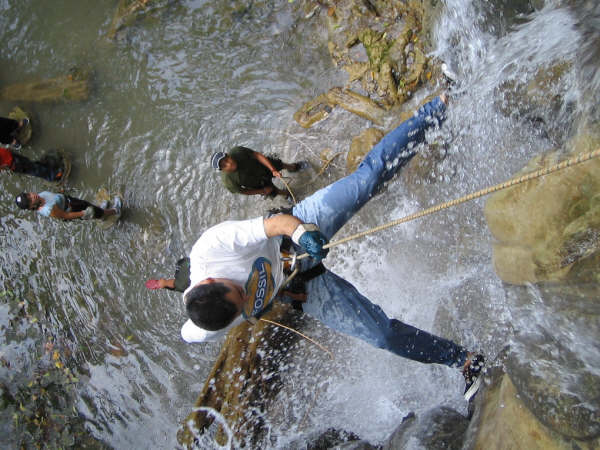
Rápel en cascada, Tapijulapa, México.

Los deportes extremos, deportes de aventura o deportes de riesgo controlado son todas aquellas actividades de ocio o profesionales con un componente deportivo que comparten una real o aparente peligrosidad por las condiciones difíciles o arriesgadas en las que se practican.

## Concepto
Los Deportes extremos se refiere a la .clasificación de ciertas actividades o disciplinas deportivas que tienen un alto nivel de riesgo inherente. El objetivo es llegar a superarse a uno mismo y para ello, es necesario el desarrollo de cualidades físicas, habilidades motoras, gran resistencia general y, sobre todo, una gran preparación psicológica y de vínculos sociales entre los participantes.
Bajo este concepto se agrupan muchos deportes con distintos desafíos, donde predomina el autocontrol, la determinación, el manejo del miedo y la concentración, ya que se pone en riesgo la integridad física en su ejecución. También implican cierta dosis de exigencia física y preparación para la aplicación de diferentes técnicas que ayudan controlar los riesgos.

## Características deporte extremo

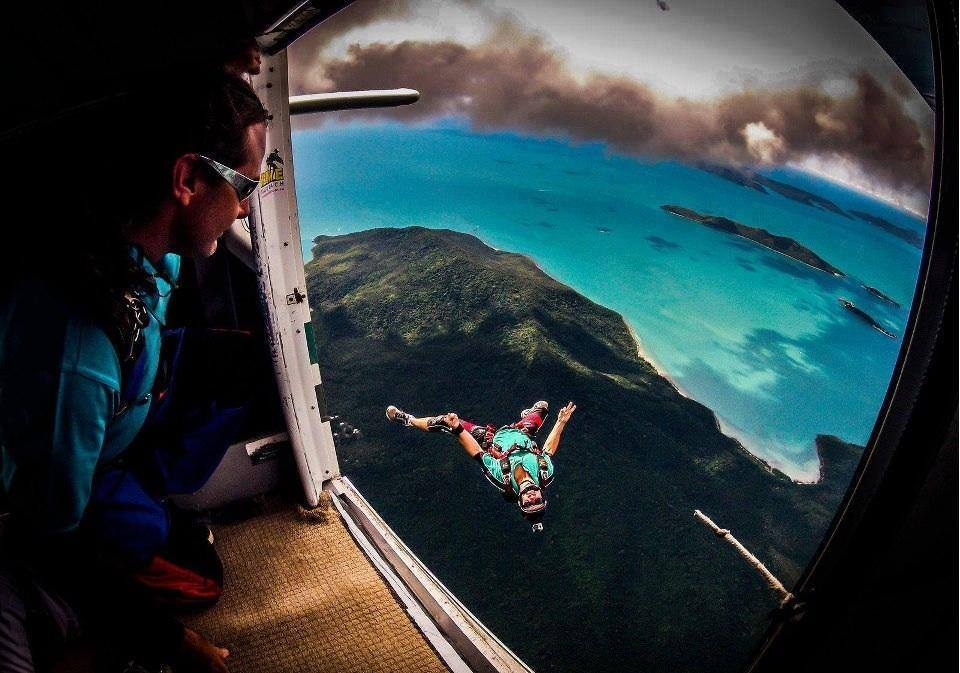
Paracaidismo.

Su característica principal es la existencia de un riesgo que pueda poner en peligro la integridad física y la vida de la persona que lo práctica. También se caracteriza por la aplicación de técnicas y destrezas para preservar la integridad y la condición psicóloga de desafío o reto.
Un deporte, no considerado extremo, se puede definir así si se practica bajo condiciones especiales o circunstancias particulares habituales en él. Por ejemplo, la escalada en roca a unos centímetros del suelo (escalada en bloque) no se considera “deporte extremo”, pero si se realiza en una pared vertical rocosa a varios metros de altura, entonces sí se le aplica el término.
En el deporte de contacto con la naturaleza, el objetivo se centra en vencer los obstáculos presentados por determinados elementos naturales, tales como el agua, la montaña, la nieve, el campo, la fauna, etc. Existen distintos deportes y actividades recreativas desarrolladas en ambientes naturales, el concepto de aventura se debe a la existencia de un cierto riesgo controlado que permite experimentar sensaciones en los participantes.
El deporte de aventura se diferencia del turismo de aventura, principalmente porque en el primero no existe una relación contractual de carácter económico, la cual es desarrollada por personas cuya relación en la práctica de la actividad es exclusivamente recreativa, deportiva (deportistas, grupos de amigos, familias) o académica (escuelas de deportes, clubes deportivos, etc.), generándose una relación instructor-alumno. Las actividades de turismo aventura, se derivan de la práctica del deporte aventura ya sea por deportistas, fuera de su lugar de residencia habitual, o por personas que desean experimentar la práctica de estos deportes en el medio natural pero debe existir una relación económica (prestador de servicios-cliente) que permite definir claramente las responsabilidades contractuales entre un prestador (tour operador, agencia, guía de turismo) que ofrezca este servicio y un cliente (excursionista o turista) quien está dispuesto a pagar por estos servicios.
El excursionismo o trekking es un término que se utiliza erróneamente como un sinónimo del término deporte de aventura.
Los deportes extremos tienen varias características como:
- No hay reglamentación fija.
- No hay horario específico.
- Las prácticas varían el ritmo y la intensidad.
- Los deportes son originales y creativos.
- Hay una constante búsqueda de placer y satisfacción.
- Sensaciones de riesgo y aventura.
- Necesidad de autorrealización.
- Satisfacción de preferencias.
- Control de emociones.
- Compromiso personal.
- Liberación psíquica y física.
- Búsqueda de nuevos retos.
- Influencia de modas.

## Tipos de deporte de aventura
Existen distintos tipos de deportes de aventura, según el medio en el que se realicen.
- Deportes de aventura en la montaña: escalada, espeleología, barranquismo (también conocido como descenso de cañones o rápel), senderismo, ciclismo de montaña, equitación, orientación, karts, paintball o airsoft, etc.

- Deportes de aventura en el agua: descenso en canoa o kayak, rafting, piragüismo, buceo, hidrospeed, barranquismo, etc.

- Deportes de aventura en el aire: puenting, paracaidismo, parapente, descenso en tirolina, montar en ultraligero, etc.

## Terminología

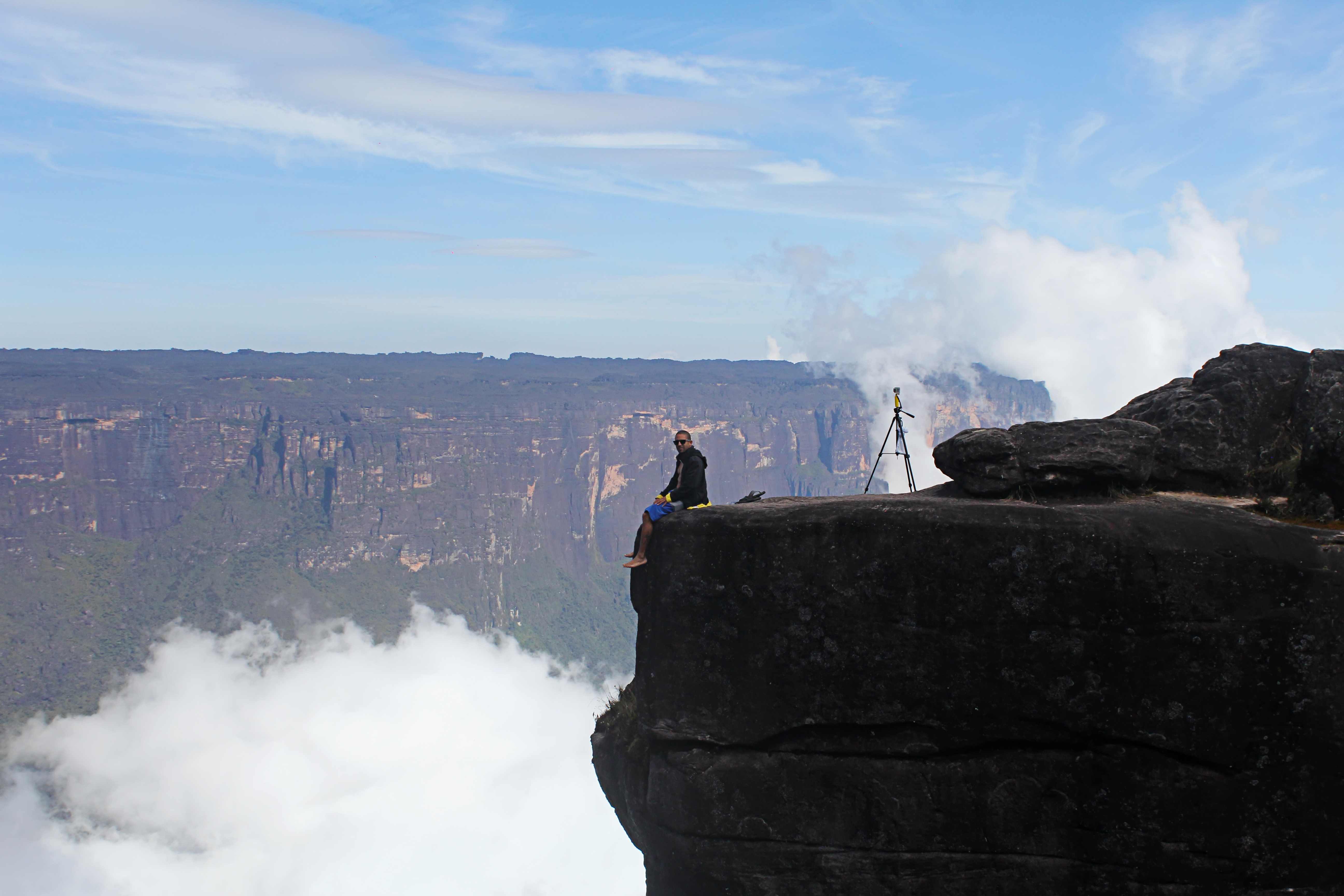
Deportista de aventura.

El término “deporte extremo” no es adecuado aplicarlo cuando se realiza simplemente una actividad recreativa o turismo no de masas, turismo cultural, turismo histórico, turismo arqueológico, etc. Tampoco debe estar definido por las condiciones medioambientales, algo bastante subjetivo y dependiente del grado de preparación. En cambio, el término puede aplicarse cuando se practica un deporte en los límites actuales de desarrollo, sea montañismo, atletismo, gimnasia o cualquier otro.
Actualmente, en algunos países se empieza a utilizar el término “deporte de aventura” cuando se practican deportes de más alto riesgo de lo normal sin ser profesionales. Un ejemplo de esto es la diferencia que existe entre “espeleología” y “espeleísmo”: el primero se refiere a una actividad científica, mientras que el segundo hace referencia a aquellas personas que lo practican por deporte.

## Deportes considerados Extremos
- Paracaidismo y salto base
- Vuelo con traje de viento (wingsuit)
- Surf y  Bodyboarding (correr olas con tablas)
- Parapente
- Snowboarding
- Wakeboarding y wakesurf
- Kitesurf
- Escalada
- Alpinismo (ascenso de alta montaña)
- Puenting
- Rafting (navegación en rápidos de ríos)
- Buceo e inmersiones a pulmón
- Canyoning (descenso vertical en cascadas)
- Barranquismo
- Kayak
- Natación en aguas abiertas
- Descenso en longboard (downhill)
- Skateboarding modalidades vertical y pool
- BMX modalidades vert, dirt y park
- Motociclismo estilo libre (freestyle)
- Descenso en ciclismo de montaña
- Parkour